# Las Médulas
Las Médulas foi uma antiga exploração romana de ouro a céu aberto e é hoje uma paisagem grandiosa e espetacular de formações avermelhadas e de bosques de castanheiros e carvalhos, no local que anteriormente foi ocupado pelo monte Medilianum. O sítio de As Médulas fica na  província de León, Espanha, próximo da pequena aldeia com o mesmo nome.